# プライス山 (ブリティッシュコロンビア州)
プライス山（プライスさん、英語: Mount Price）は、カナダのブリティッシュコロンビア州南部の太平洋山脈内に位置する標高2,049メートルの成層火山である。この火山は側火山のクリンカー・ピークや2つの非常に厚い溶岩流を含むいくつかの付随する構造を持っている。その中でも特に北西側に伸びている溶岩流は構造的に不安定な状態にあり、1850年代にはザ・バリアーの名で知られる溶岩流の末端において大規模な地滑りが発生した。また、プライス山を含む周辺のいくつかの火山はガリバルディ州立公園として知られる保護地域内に存在する。
プライス山は周辺の火山とともにガリバルディ火山帯と呼ばれる火山帯に属している。火山の噴火は120万年前に始まり、およそ8000年前まで断続的に噴火を繰り返してきた。その後は現在に至るまで数千年にわたり活動を停止しているものの、再び噴火する可能性が残っており、その場合にはバンクーバーを含む近隣の人口が集中する地域に被害を及ぼす恐れがある。カナダの政府機関による国内の火山の監視体制は十分ではないものの、噴火が発生した場合に備えて火山現象を迅速に主要機関へ通知する仕組みが構築されている。

## 地理

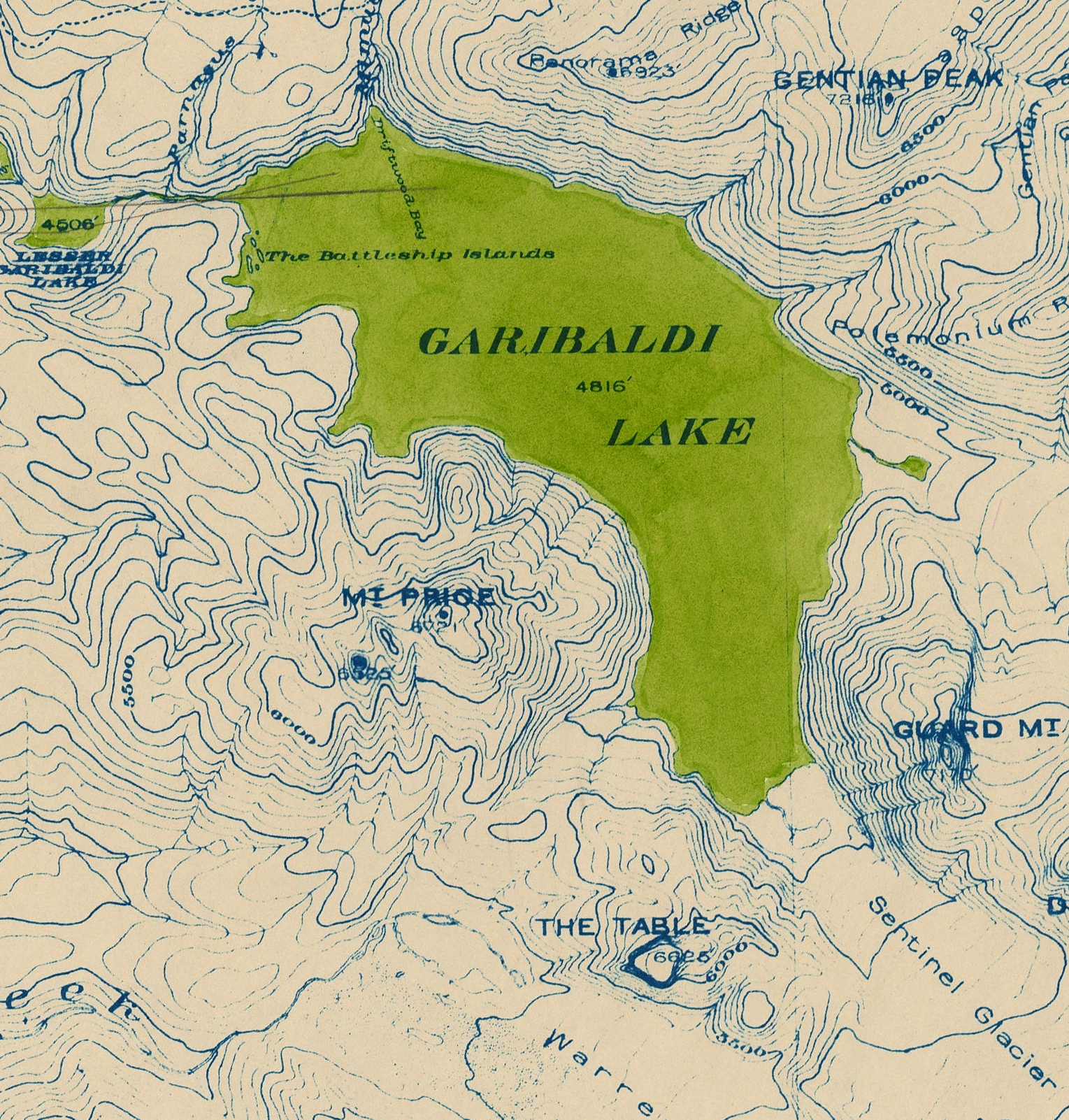
プライス山と隣接する複数の峰が描かれているガリバルディ湖周辺の地形図

プライス山はウィスラーの南方のニューウェストミンスターランド地区内に存在するガリバルディ湖の西側に立っている。また、花崗岩類の岩石からなる高く起伏に富んだ山々が特徴的なコースト山脈の南部に広がる太平洋山脈エコリージョンに属している。このエコリージョンの大部分はブリティッシュコロンビア州南西部の太平洋山脈を覆っているが、エコリージョンの範囲にはワシントン州内のカスケード山脈の最北西部も含まれている。さらに、エコリージョンの西端に沿って多くの海岸地帯の島々、海峡、およびフィヨルドが存在する。ブリティッシュコロンビア州政府の分類によれば、太平洋山脈エコリージョンは湿潤海洋性および高地生態区域（Humid Maritime and Highlands Ecodivision）を部分的に構成する海岸および山岳生態地方（Coast and Mountains Ecoprovince）の一部である。
太平洋山脈エコリージョンは7つのエコセクション（エコリージョンよりも小さい生物地理学的単位）に分かれており、そのうち東太平洋山脈エコセクションはプライス山を含む主要なエコセクションである。このエコセクションは南から北に向かうにつれて標高が高くなる起伏に富んだ景観が特徴的であり、北部のいくつかの山頂には大規模な氷原が存在する。気候は沿岸部の海洋性気候と内陸部の大陸性気候の中間の遷移的な気候が卓越している。また、太平洋の大気がしばしばこの地域を通過するため、降水量は少ないものの気温は一般に温暖である。その一方で冬には内陸部から寒冷な北極の大気が流入し、極端な雲と雪に覆われる。東太平洋山脈エコセクションにはプライス山の他にも多くの火山が存在し、リルーエト川の源流に近いミーガー山、スクアミッシュ川の流域に立つガリバルディ山やケイリー山などがその例である。
東太平洋山脈エコセクションの東側にはフレーザー川とコウキハラ川、西側にはチーカマス川、スクアミッシュ川、およびイラホ川、そして中央部にはリルーエト川といったいくつかの川が流れている。このエコセクションの渓谷と低地の斜面はほぼ全域において沿岸部に分布するアメリカツガの森林が支配的であり、高地の斜面には亜高山帯のマウンテンヘムロックの森林、さらには比較的規模は小さいもののエンゲルマントウヒやミヤマバルサムモミの森林が分布している。高山植物は亜高山帯森林のすぐ上部に生育しているものの、通常は不毛な岩地に覆われている。ウィスラー、ペンバートン、マウントカリー、ホープ、エールなどの町は東太平洋山脈エコセクション内に存在し、幹線道路網によってロウアーメインランド（メトロバンクーバーとフレイザーバレー地域を合わせた一帯の歴史的呼称）と結ばれている。

### 保護地域
プライス山とその火山噴出物はガリバルディ州立公園の名で知られる保護地域内に存在する。1927年にブリティッシュコロンビア州の州立公園として設立されたこの自然公園は195,000ヘクタールの面積を有し、公園内にはガリバルディ山やブラック・タスクなどの多くの火山がある。地理的にはバンクーバーから北へ70キロメートル離れたコースト山脈内に位置しており、多様な植生、鮮やかな色彩の水域、そして豊かな地質学的歴史を有している。また、カナダカケス、シマリス、リス、ハシボソキツツキ、シカ、シロイワヤギ、クズリ、ピューマ、ハイイログマ、アメリカグマなどの野生動物も生息している。ガリバルディ州立公園の名前はガリバルディ山から取られており、そのガリバルディ山の名称はイタリアの愛国者であり軍人であったジュゼッペ・ガリバルディにちなんでいる。

## 地質学的特徴

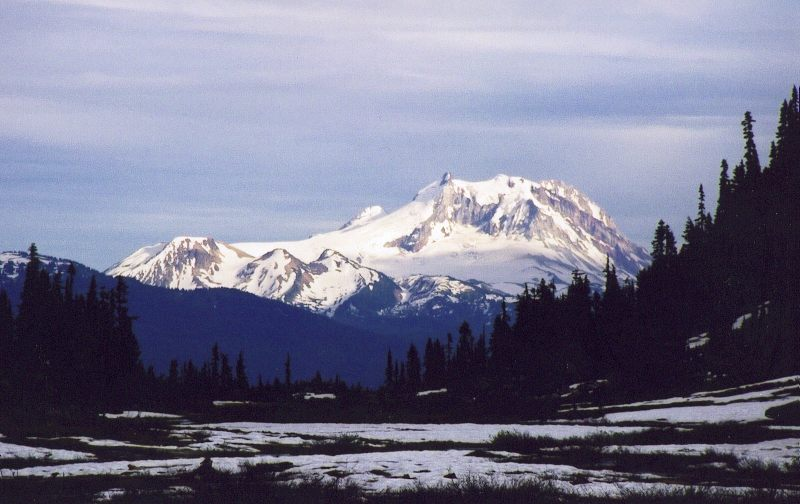
奥側に立つガリバルディ山と手前の中央左手に立つプライス山とクリンカー・ピーク

プライス山はガリバルディ山とブラック・タスクとともにガリバルディ火山帯の南部に位置する3つの主要な火山のうちの1つであり、ガリバルディ湖火山域の一部でもある。この火山域は過去130万年間に形成されたいくつかの火山と溶岩流からなり、最も古い火山岩はプライス山とブラック・タスクで発見されている。また、玄武岩、玄武岩質安山岩、安山岩、およびデイサイトを含むいくつかの異なる種類の組成を持つ火山岩が存在する。最後にこれらの火山岩を生み出した噴火が起こった時期は明確ではないが、完新世の初期であった可能性がある。ガリバルディ山の周辺において熱水泉の存在は知られていないものの、プライス山のすぐ南に位置するテーブル・メドウズ（Table Meadows）と呼ばれる場所やその他の場所で異常に強い熱流の痕跡が確認されている。
ガリバルディ火山帯の他の火山と同様に、プライス山も沈み込み帯における火山活動の結果として形成された。カスケード沈み込み帯では北アメリカプレートの下にファンデフカプレートが沈み込むことで噴火活動が起こり、火山が形成されている。その一方で世界各地の多くの沈み込み帯とは異なり、太平洋岸北西部の大陸縁辺には深い海溝が存在しない。また、ファンデフカプレートが活発に沈み込んでいることを示す地震学的な証拠もほとんどない。その理由は、ファンデフカプレートと北アメリカプレートの間の収束（衝突）速度にあるとみられている。この2つのプレートは現在年間3センチメートルから4センチメートルの速度で収束しているが、これは700万年前の収束速度の約半分に過ぎない。恐らくこの速度の減少は地震活動が弱まり、深い海溝が存在しない主な要因となっている。その一方でカスケード火山弧における活発な火山活動の存在が現在でも沈み込みが続いている最も有力な証拠となっている。

### 火山の構造

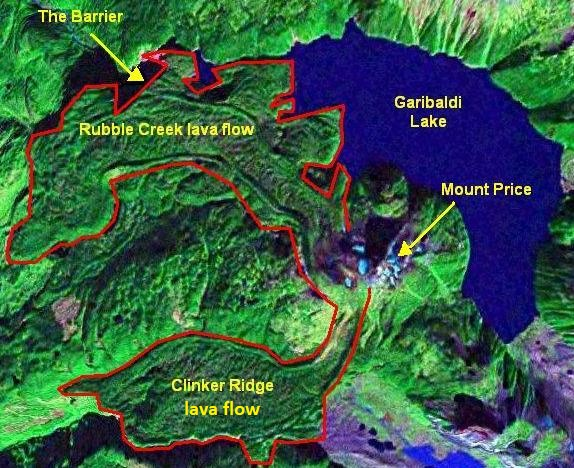
プライス山とその溶岩流の範囲を示した疑似カラー画像

プライス山の標高は2,049メートルであり、第四紀を通じて噴火活動を続けてきたガリバルディ火山帯のいくつかの火山の中の一つである。また、カナダの他の多くの成層火山とは異なり、プライス山の構造はほぼ全体が対称性を持っており、その山体は火山岩の酸化によって赤い色をしている。さらに火山の西側の斜面にはクリンカー・ピークと呼ばれる割れ目火口を伴う標高1,983メートルの側火山も存在する。
ガリバルディ湖の谷の南側には圏谷のように切り開かれた高原内の盆地があり、プライス山はこの盆地の中に立っている。盆地の壁は花崗岩で出来ており、火山の西側と南西側を取り囲んでいる。盆地自体は現在ではプライス山によってほぼ完全に埋め尽くされているものの、北側にはわずかに底部の露出している場所が何か所か存在する。この盆地は北側がほぼ確実に氷河に覆われていたと考えられていることから、氷河の侵食によって形成された可能性が高いとみられている。氷河以外の成因としては爆発的な火山活動による可能性があるものの、周辺部にこれを裏付けるような砕屑質の物質的証拠は見つかっていない。

## 噴火の歴史
プライス山では少なくとも3段階に及ぶ噴火活動の存在が明らかとなっている。120万年前の第1段階の噴火活動では前期更新世のある氷期の後に普通角閃石を含む安山岩質の溶岩と火山砕屑岩が圏谷状の盆地の底に堆積した。およそ30万年前の第2段階の時期にあたる中期更新世には火山活動が西側に移り、ほぼ完全な対称性を持つ成層火山が形成された。この段階の活動では安山岩とデイサイトの溶岩の噴出やプレー式噴火による火砕流が発生した。その後、火山は第四紀の氷期に北アメリカ西部の大部分を覆っていたコルディエラ氷床によって覆われた。

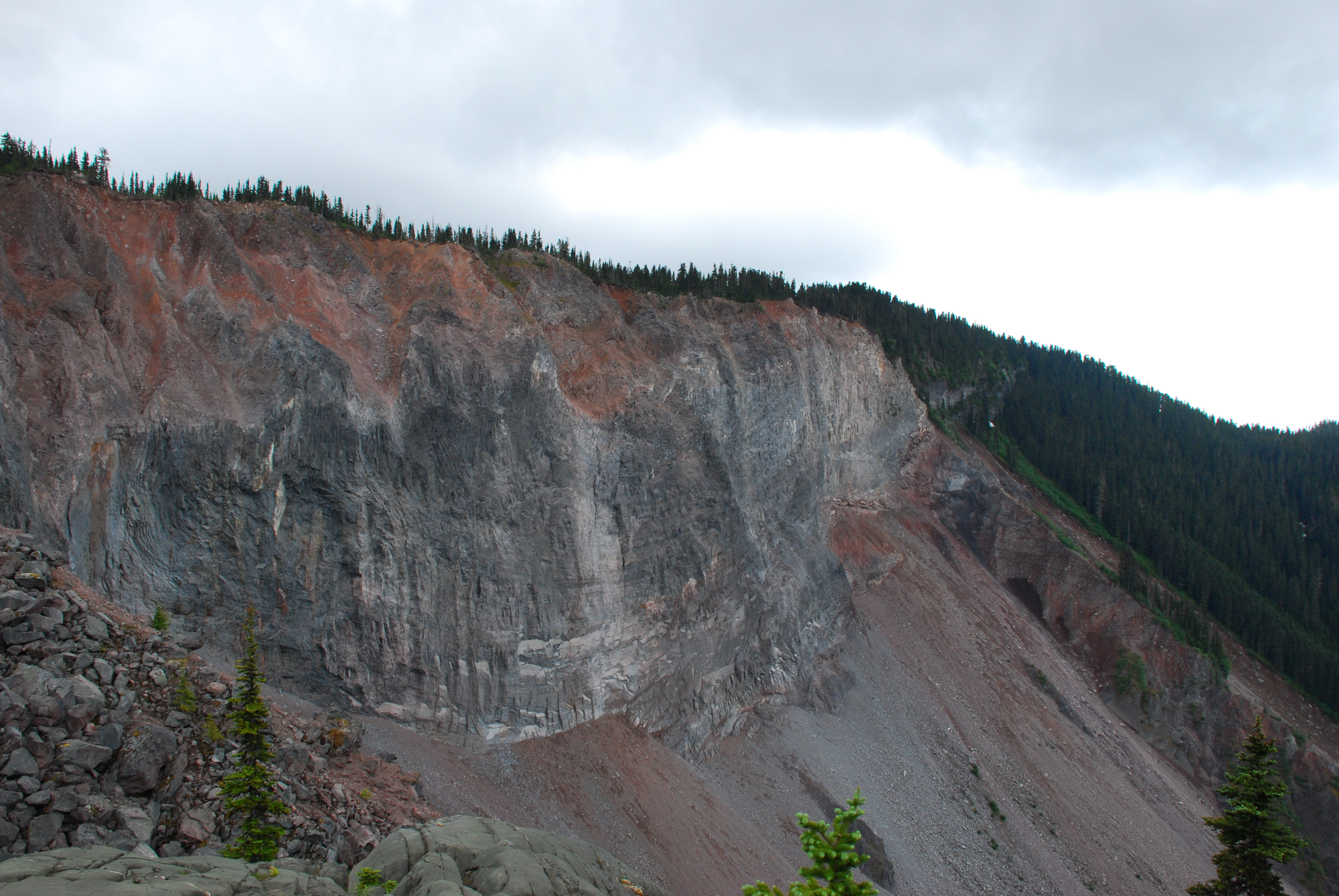
写真のザ・バリアーは1万5000年前から8000年前の間にクリンカー・ピークから噴出した厚い溶岩流の一部である

1万5000年前以降にコルディエラ氷床が高地から後退すると、第3段階の噴火活動である安山岩の噴火が周辺部のプライス・ベイ（Price Bay）の火口から発生した。この一連の噴火によってプライス山の北側の山麓に標高1,788メートルの小規模な安山岩質の溶岩ドームもしくはスコリア丘が形成された。また、恐らく同時期にクリンカー・ピークでは普通角閃石と黒雲母を含む2つの異なる安山岩の溶岩流の噴出も起きていた。この2つの溶岩流は少なくとも厚さ300メートル、長さ6キロメートルに及んでおり、それぞれ北西と南西の方向に延びている。このように溶岩流が異常に厚くなった原因は、コルディエラ氷床がより標高の低い谷を埋めていた頃に氷床に溶岩流が溜まって冷却されたためである。この最後の噴火活動の年代は開始時期が1万5000年前から1万2000年前の間、終了時期が1万年前から8000年前の間でさまざまに推定されている。
クリンカー・ピークの溶岩流の顕著な特徴は溶岩流が到達した限界点を示す天然のダムの存在である。北西側の溶岩流はザ・バリアーと呼ばれる火山ダムを形成している。このダムはガリバルディ湖の構造を維持している一方で、過去に起こった2つの大規模な地滑りの発生源にもなった。1855年から1856年の間に起こった最も新しい一連の大規模な地滑りは垂直な岩の割れ目に沿ってダムが崩壊したことによるものだった。これらの地滑りはラブル・クリークを6キロメートル下ってチーカマス川の渓谷に達し、3,000万立方メートルに及ぶ岩石を堆積させた。一方で南西側の溶岩流はカリトン・クリーク（Culliton Creek）の渓谷の上流に位置し、クリンカー・リッジを形成している。双方の溶岩流とも険しい崖を形成しており、今日のザ・バリアーの表面の姿は上述の19世紀半ばに起こった地滑りの結果によるものである。

### 噴火に関する研究活動
クリンカー・ピークの溶岩流は氷河に閉じ込められた溶岩の存在が報告された初期の事例の一つである。これらの溶岩流は北アメリカにおける氷底噴火と火山と氷の相互作用に関する研究の先駆者であるウィリアム・ヘンリー・マシューズによって重要な研究の対象となった。マシューズは1952年にクリンカー・ピークの溶岩流が氷河に接触して池状化したという結論を支持する重要な証拠を提示した。また、具体的な証拠の例として、溶岩流の中に氷食作用による擦痕を伴う巨礫が存在すること、地層において溶岩流と漂礫土が整合関係にあること、氷河内の融解した水か氷に対して噴出したことを示す異常な構造の存在、そして融解水か氷底の水に浸かった火山砕屑岩の中に急速に冷却されたことを示す枕状溶岩や角礫岩が広範囲にわたって存在することなどを挙げている。

## 潜在的な危険と危機管理

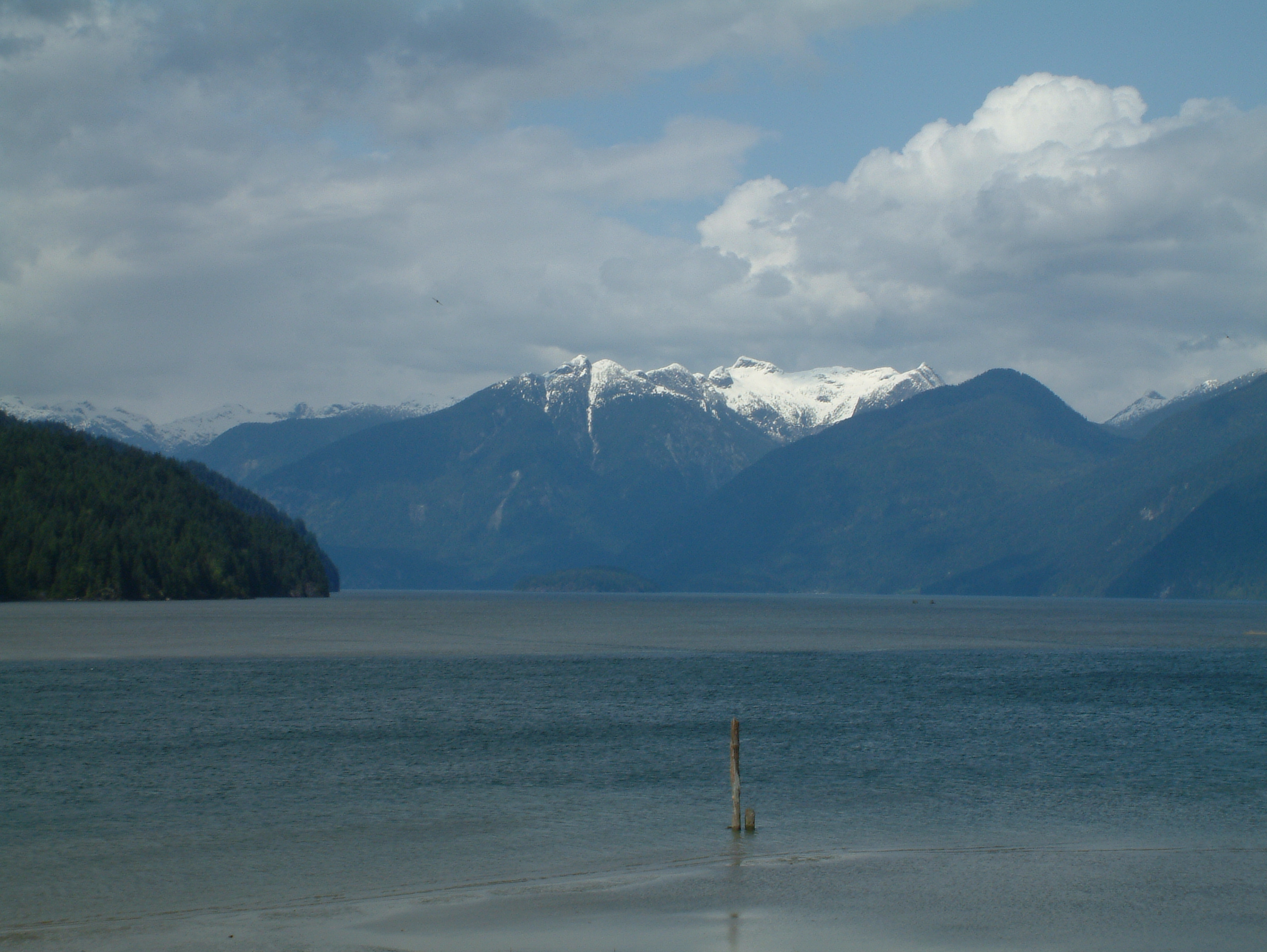
飲料水の供給源にもなっているピット湖

プライス山は多くの人口を抱え、非常に重要な住民と経済のインフラを持つ地域に隣接しているため、ミーガー山、ガリバルディ山、およびケイリー山とともにカナダで最大の脅威となっている4つの火山のうちの1つに数えられている。ガリバルディ地域において過去にプリニー式噴火が起こった証拠は確認されていないものの、プレー式噴火の形態で噴火を起こした場合でも大量の火山灰が発生し、近隣のウィスラーやスクアミッシュの町に大規模な影響を与える恐れがある。また、噴火によってバンクーバーの市街地とロウアーメインランドの大部分に短期的、あるいは長期的な水の供給問題を引き起こす可能性もある。グレーター・バンクーバー・ウォーターシェッドの集水域はプライス山の風下に位置しており、洪水やラハールを引き起こすタイプの噴火はブリティッシュコロンビア州道99号線の一部を破壊し、ブラッケンデールなどの町を脅かすだけでなく、ピット湖からの飲料水の供給を危機にさらす恐れもある。また、ピット川の漁場も潜在的に危険な状態にある。さらに、火山灰がカナダの航空路を通過する航空機の視界を悪化させ、ジェットエンジンの故障やその他の航空機システムの損傷を引き起こす可能性もある。

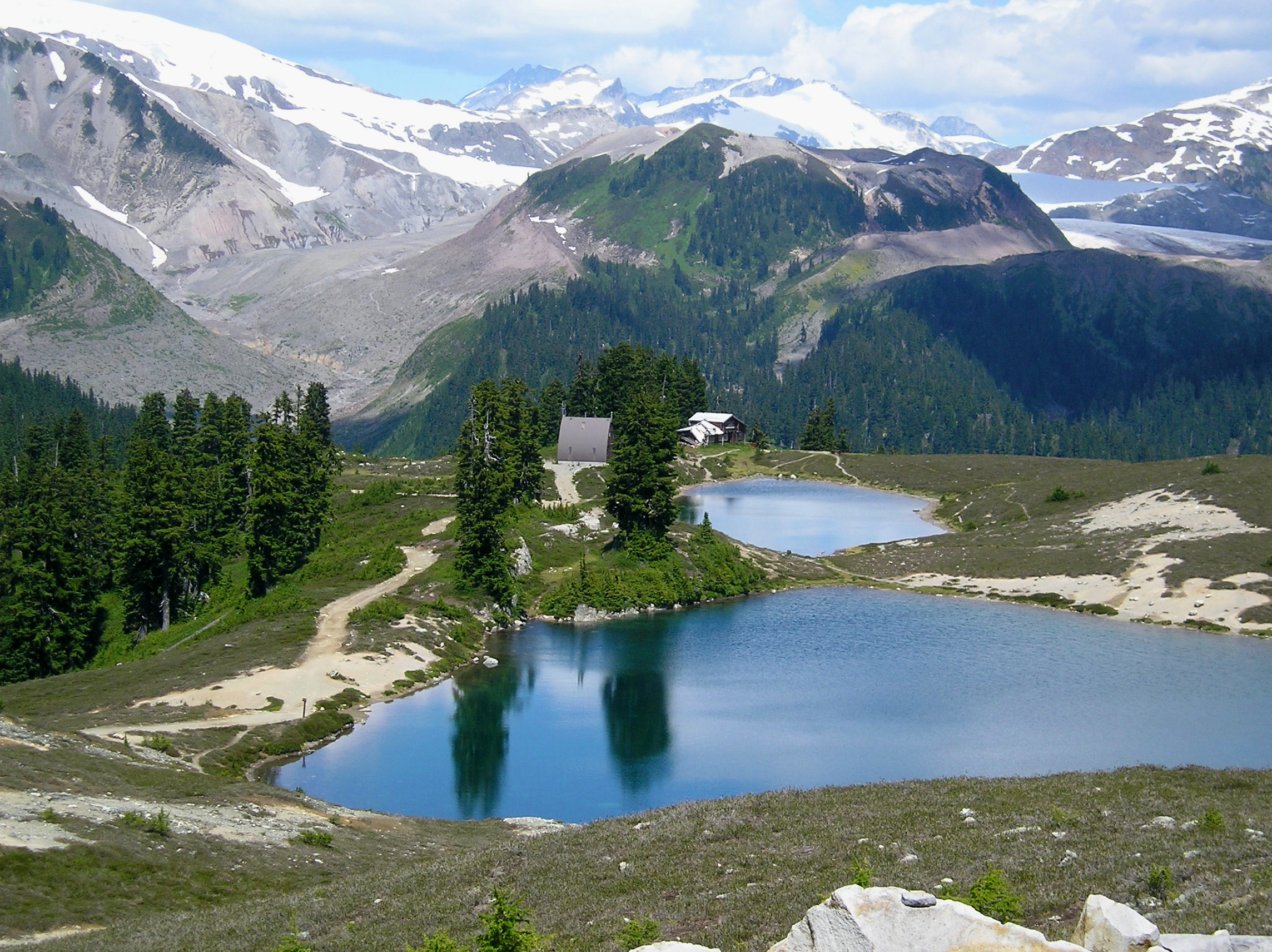
湖の奥に立つオパール・コーン

ガリバルディ地域における溶岩流の危険度は、噴出した溶岩の性質上その発生源から遠くへ移動する可能性が低いため、低から中程度であると考えられている。例としてプライス山を形成する主要な溶岩である安山岩は、二酸化ケイ素の含有量が中程度のため、溶岩の粘性は玄武岩質の溶岩よりは高いものの、デイサイト質や流紋岩質の溶岩よりは低い。このため、一般的に安山岩の溶岩流は玄武岩の溶岩流よりも流速が遅く、溶岩流の発生源から遠くまで移動する可能性は玄武岩の溶岩流より低くなる。一方でデイサイト質や流紋岩質の溶岩については粘性が高すぎるために通常では火口から流れ出ることが困難であり、その結果として溶岩ドームを形成することになる。プライス山周辺での例外はガリバルディ山の南東側の山麓に位置するオパール・コーンから流れ出た15キロメートルに及ぶリング・クリーク（Ring Creek）のデイサイトの溶岩流であり、通常ではこの長さは玄武岩の溶岩流のみが到達することのできる距離である。
火山活動や地殻変動、あるいは豪雨によるザ・バリアーの不安定化を懸念したブリティッシュコロンビア州政府は、1980年にザ・バリアーの麓の一帯を人間の居住に適さない地域であると宣言した。これによって近隣の小さなリゾートの村であるガリバルディの住民は立ち退き、危険地帯から離れた新しいレクリエーション用の分譲地に移った。この時以来、ザ・バリアーの麓および隣接する地域はBCパークス（ブリティッシュコロンビア州内の保護地域や歴史的施設を管理する州政府の機関）によってザ・バリアー民間防災区域（The Barrier Civil Defence Zone）と呼ばれている。近い将来に地滑りが起こる可能性は低いものの、訪問者に潜在的な危険を認識させ、地滑りの際に災害へ発展する可能性を最小限に抑えるために、この区域には警告標識が設置されている。また、安全上の理由から、BCパークスはこの区域でキャンプをしたり長く留まったりしないように訪問者へ呼びかけている。

### カナダにおける火山の監視体制
カナダ天然資源省の2009年時点の見解によれば、カナダの火山の活動状態を把握するためのカナダ地質調査所（GSC）による監視体制は不十分である。カナダでは過去数百年にわたり大規模な噴火が起きていないことに加え、火山のほとんどが人里から離れた場所に存在するため、災害対策における火山の監視の優先順位は地震や地滑り、あるいは津波などの対策よりも低い。また、カナダ全域の地震を監視するためにカナダ全国地震計ネットーワーク（CNSN）が稼働しているものの、火山の地下の活動状況を正確に把握するには観測網から遠く離れすぎている。火山の活動が非常に活発になった場合には地震活動の増加を検知する可能性があるが、大規模な噴火の兆候を把握するのみに留まり、噴火が始まってから初めて検知する可能性もある。
その一方で、カナダの火山が噴火した際の非常事態への対応を支援する仕組みが存在する。カナダにおける火山の噴火、カナダとアメリカの国境付近における噴火、あるいはカナダに影響を与える恐れのあるあらゆる噴火に対応するために、主要機関に対する火山現象の通知手順の概要を示した省庁間火山現象通知計画（The Interagency Volcanic Event Notification Plan）が策定されている。

## 名前の由来と変遷

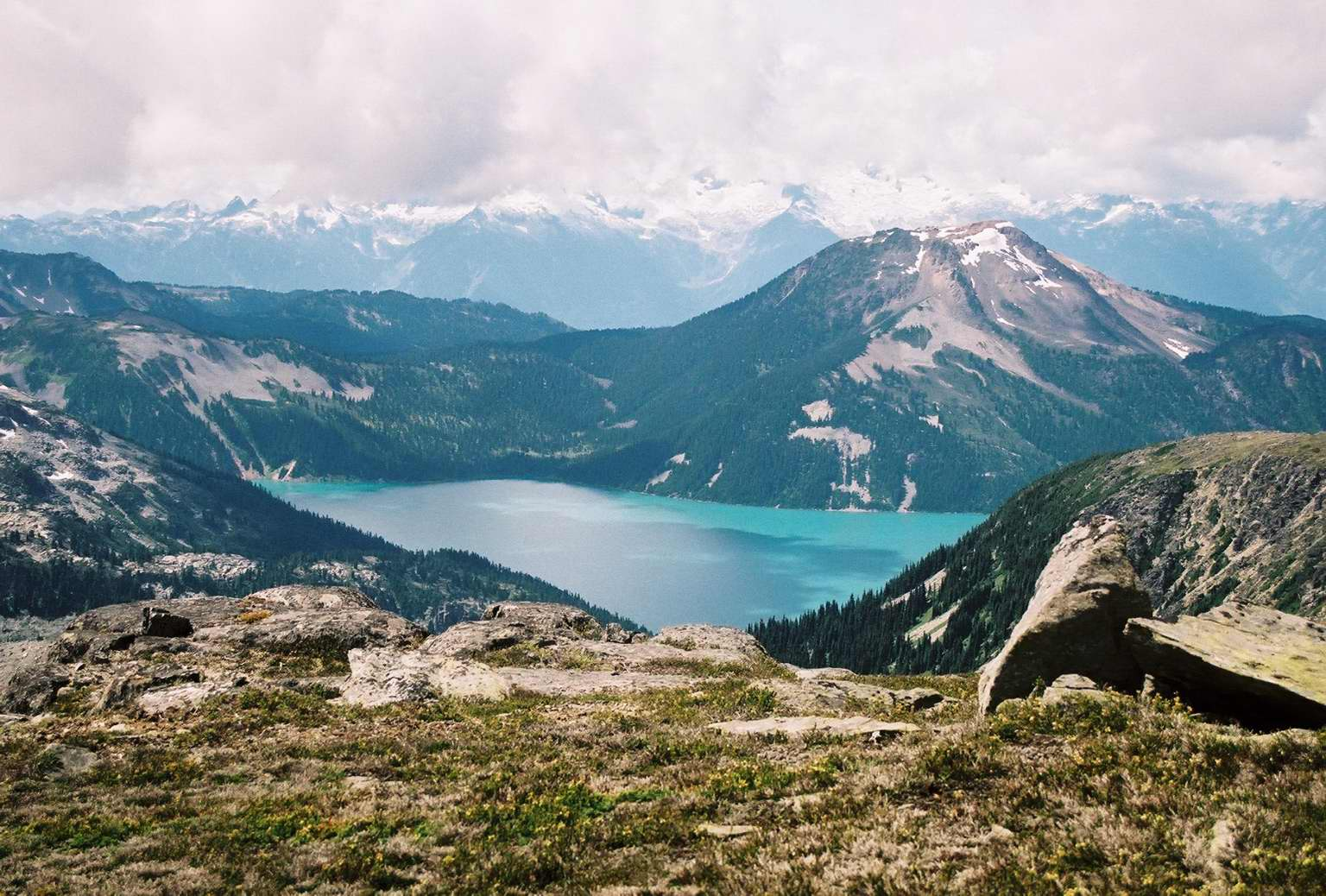
ガリバルディ湖とプライス山

プライス山はその歴史を通して少なくとも3つの名前を持っている。当初はその赤い外観からレッド山の名で呼ばれていたが、この名前が用いられるようになった時期は不明である。その一方で近隣のオーバーロード山の西に位置する別の頂もカナダの登山家のニール・マーシャル・カーターによる1923年のスケッチの中でレッド山の名前を与えられている。混乱を避けるため、1930年9月2日にこの別の頂は亀裂が生じやすい岩体の性質からフィッシル・ピークの名に改められた。カナダの火山学者のウィリアム・ヘンリー・マシューズは、1952年に『アメリカン・ジャーナル・オブ・サイエンス』誌でプライス山をクリンカー山と呼んでいる。クリンカー（Clinker）という用語は地質学用語でアア溶岩に付随する粗い溶岩の破片を指している。この溶岩の破片は多くの鋭いのこぎり状のとげの存在が特徴的であり、通常は幅150ミリメートル未満の大きさである。
プライス山という名前はガリバルディ州立公園の1928年の地形図の中に登場する。さらに、地名を定めるために設立されたガリバルディ公園委員会（Garibaldi Park Board）で検討された結果、1930年9月2日にプライス山の名が正式に採用され、国家地形図システム（NTS）に基づく92Gと92Jの地図に記載された。この命名にあたってガリバルディ公園委員会は1927年の公園設立時に委員会のメンバーであった元登山家でカナダ太平洋鉄道の技術者のトーマス・E・プライスの名にちなみ、プライス山の名前を採用するようにカナダ地名委員会（GNBC）へ要請した。プライスは1887年にバンクーバーで生まれ、1908年にガリバルディ山に新しいルートから登った登山隊の一員であった。一方でクリンカー・ピークとクリンカー・リッジは1972年9月12日に正式に命名され、プライス山の別名として以前に使われていたクリンカー山の名を留めている。

## アクセス
スクアミッシュの町から北へ30キロメートルに位置し、ブリティッシュコロンビア州道99号線から分岐するデイジー・レイク・ロードと呼ばれる道路がガリバルディ州立公園へアクセスする道である。この2.5キロメートルの道路の終点にはラブル・クリークの駐車場があり、そこから全長9キロメートルのガリバルディ・レイク・トレイルがガリバルディ湖のキャンプ場とレンジャー事務所まで延びている。レンジャー事務所を過ぎると、マウント・プライス・トレイル、またはマウント・プライス・ルートと呼ばれる全長5キロメートルのハイキングコースが始まる。この道標に乏しい道はガリバルディ湖の湖畔を登って行き、その後、内地に戻るとザ・バリアーを形成する溶岩流に沿って南へ縦走する。この部分の地形は比較的荒れており、溶岩流の巨礫の上をかなりよじ登る必要がある。やがて道はプライス山の北側の開けた場所に到達し、火山の麓に近づく。プライス山やクリンカー・ピークへの登攀ではガレ場や雪の上を歩き進める必要があるが、双方の頂ともスクランブリングは必要としない。